# Jon Bernthal
Jonathan Edward "Jon" Bernthal (Washington, D.C., SAD, 20. rujna 1976.) američki filmski i televizijski glumac.

## Životopis
Bernthal je rođen i odrastao u Washingtonu Roditelji su mu Joan Lurie (djevojački Marx) i Eric Lawrence "Rick" Bernthal, ima dva brata, Nicholasa Matthewa i Thomasa.  Unuk je pokojnog glazbenika i producenta Murrayja Bernthala. Išao je u školu Sidwell u Washingtonu.
Nakon srednje škole, studirao je na Sveučilištu Skidmore u Saratoga Springsu u New Yorku, a kasnije na Moskvskom umjetničkom kazalištu u Rusiji. Dok je bio tamo, igrao je profesionalno bejzbol. Diplomirao je 2002.godine.
Od 2002. godine Bernthal je nastupao u više od 30 predstava, uključujući i mnogim nagrađivanim. Jedna od najznačajnijih uloga bila mu je Shanea Walsha TV seriji Živi Mrtvaci. Za tu ulogu bio je nominiran za nagradu Scream Awards 2011. godine za najboljeg sporednog glumca.
U braku je s Erin Angle, s kojom ima sina, koji je rođenog u kolovozu 2011., te očekuje rođenje drugog djeteta 2013. godine. 

## Vanjske poveznice
- Jon Edward na Internet Movie Database